# 富山県道191号下大久保上熊野線
富山県道191号下大久保上熊野線（とやまけんどう191ごう しもおおくぼかみくまのせん）は富山県富山市内を通る一般県道である。

## 概要

### 路線データ
- 起点：富山県富山市下大久保十二番割（富山県道35号立山山田線交点）
- 終点：富山県富山市上熊野字前田割（富山県道188号東猪谷富山線交点）
- 実延長：1,335m

## 沿革
- 1960年（昭和35年）4月23日 - 認定[1]

## 地理

### 通過する自治体
- 富山県富山市

### 接続する道路
- 富山県道35号立山山田線（起点：合田交差点）
- 富山県道188号東猪谷富山線（終点：富山市上熊野字前田割）

### 周辺
- 熊野川